# Rhinogobius mekongianus
Rhinogobius mekongianus es una especie de pez de la familia de los Gobiidae en el orden de los Perciformes.

## Morfología
- Los machos pueden llegar a alcanzar los 5 cm de longitud total.
- Presenta dimorfismo sexual.[1][2]

## Alimentación
Come zooplancton y larvas de insectos.

## Hábitat
Es un pez de Agua dulce y de clima tropical.

## Distribución geográfica
Se encuentran en Asia:  cuencas de los ríos  Mekong

## Observaciones
Es inofensivo para los humanos.